# Dompaire
Dompaire ([dɔ̃ˈpɛʁ] ) ist eine französische Gemeinde mit 1079 Einwohnern (Stand: 1. Januar 2022) im Département Vosges in der Region Grand Est (bis 2015 Lothringen). Sie gehört zum Arrondissement Neufchâteau (bis 2024 Épinal) und ist Mitglied im Gemeindeverband Communauté de communes de Mirecourt Dompaire. Die Bewohner werden Dompairois und Dompairoises genannt.

## Geografie
Die Gemeinde Dompaire liegt im Tal der Gitte, einem Nebenfluss des Madon, etwa 20 Kilometer westlich von Épinal und zehn Kilometer südöstlich der Kleinstadt Mirecourt.
Das Siedlungsgebiet der Nachbargemeinde Madonne-et-Lamerey schließt nahtlos an den Ortskern Dompaires an.
Zu Dompaire gehören die Ortsteile Laviéville und Naglaincourt.
Nachbargemeinden von Dompaire sind Racécourt im Norden, Bouzemont im Nordosten, Madonne-et-Lamerey im Osten, Ville-sur-Illon im Süden, Les Ableuvenettes und Gelvécourt-et-Adompt im Südwesten, Hagécourt im Westen sowie Maroncourt und Velotte-et-Tatignécourt im Nordwesten.

## Geschichte
Die heutige Gemeinde entstand 1836 aus der seit Ende des 18. Jahrhunderts bestehenden Gemeinde Lavieville-et-Naglaincourt.
Bis zum 31. Dezember 2014 war Dompaire Hauptort (chef-lieu) des Kantons Dompaire.

### Bevölkerungsentwicklung
| Jahr      | 1962 | 1968 | 1975 | 1982 | 1990 | 1999 | 2006 | 2014 | 2021 |
| Einwohner | 798  | 886  | 906  | 881  | 907  | 919  | 998  | 1252 | 1087 |

Im Jahr 1846 wurde mit 1642 Bewohnern die bisher höchste Einwohnerzahl ermittelt. Die Zahlen basieren auf den Daten von cassini.ehess und INSEE.

## Sehenswürdigkeiten
- Kirche Saint-Jean-Baptiste de Laviéville, Johannes dem Täufer geweihte Kirche aus dem 12. Jahrhundert, als Monument historique ausgewiesen
- Stadtkirche Saint-Nicolas, 1850 mit einer Orgel aus dem Jahr 1821 von Jean Baptiste Jeanpierre ausgestattet. Es ist heute die einzig erhaltene des Orgelbauers aus Vagney.[4]
- Kapelle Notre-Dame-de-la-Consolation (1682 erbaut, 1863 rekonstruiert)

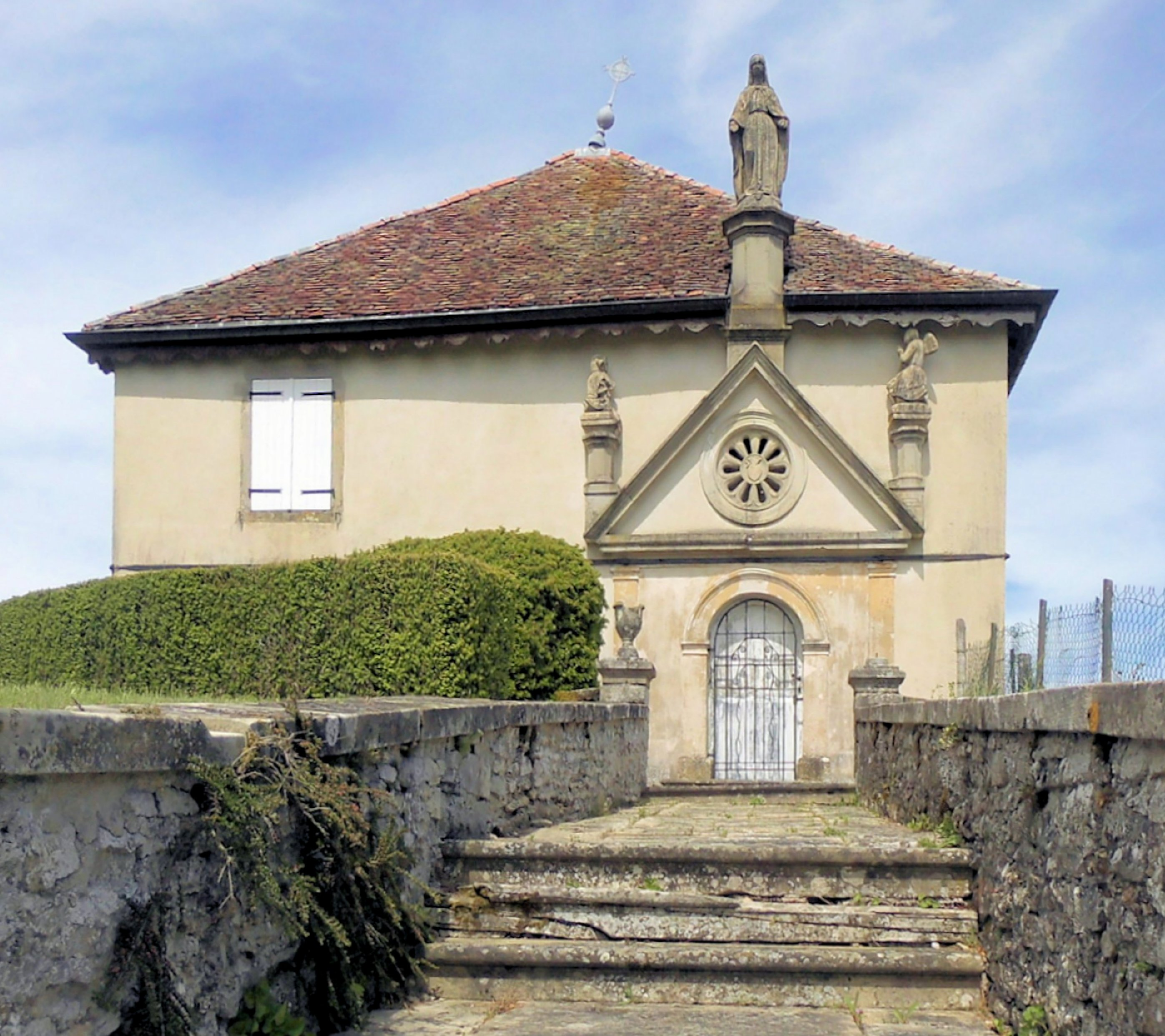
Kapelle Notre-Dame-de-la-Consolation

| - Kirche Saint Jean-Baptiste de Laviéville | - Kirche Saint-Nicolas |

## Wirtschaft und Infrastruktur
In Dompaire gibt es zwei Bäcker, zwei Möbelgeschäfte, eine Tankstelle, einen Blumenhändler und einen Gemischtwarenladen. Darüber hinaus sind in Dompaire zehn Landwirtschaftsbetriebe ansässig (Getreideanbau, Milchviehhaltung, Rinder-, Ziegen- und Schafzucht).
Südlich des Dorfkerns verläuft die teilweise zweistreifig ausgebaute Fernstraße D 166 von Épinal nach Mirecourt/Neufchâteau. An der Anschlussstelle Dompaire zweigt die D 28 / D 3 nach Vittel und zur Autoroute A31 ab.

## Persönlichkeiten
- Jules Royer (1845–1900), Lithograf und Typograf

## Belege
1. ↑  annuaire-vosges.com (französisch)
2. ↑  Dompaire auf cassini.ehess
3. ↑  Dompaire auf INSEE
4. ↑  Orgel auf vosges.orgues.free.fr (Memento des Originals vom 5. September 2008 im Internet Archive)  Info: Der Archivlink wurde automatisch eingesetzt und noch nicht geprüft. Bitte prüfe Original- und Archivlink gemäß Anleitung und entferne dann diesen Hinweis. (französisch)
5. ↑  Landwirtschaftsbetriebe auf annuaire-mairie.fr (französisch)